# HMAS Canberra (D33)
HMAS Canberra byl těžký křižník sloužící v Australském královském námořnictvu v období druhé světové války. Byl jednou ze sedmi lodí třídy Kent, která byla první skupinou třináctičlenné třídy County.
V letech 1925–1928 ho postavila loděnice John Brown Shipbuilding & Engineering Company Ltd. v Clydebanku u Glasgow. Jako jediná z lodí třídy Kent nedostala Canberra nový boční pancíř. Křižník byl potopen 9. srpna 1942 válečnými plavidly japonského námořnictva v noční bitvě u ostrova Savo.